# لاي تشينغ دي
لاي تشينغ تي (بالصينية: بينيين؛ Lài Qīngdé; Tâi-lô: Luā Tshing-tik) ؛ هو سياسي تايواني وطبيب سابق وهو نائب الرئيس الحالي والرئيس المنتخب لتايوان، بعد أن فاز في الانتخابات الرئاسية لعام 2024.وسيكون تنصيبه في 20 مايو 2024.
ولد لاي لعائلة تعمل في تعدين الفحم في مقاطعة تايبيه ، ودرس إعادة التأهيل والصحة العامة في جامعات تايبيه، وحصل في النهاية على درجة الماجستير من جامعة هارفارد في عام 2003. بعد أن شغل منصب رئيس الجمعية الوطنية لدعم الأطباء، ترشح لاي في انتخابات اليوان التشريعية لعام 1996، وفاز بمقعد يمثل مدينة تاينان. بعد إعادة انتخابه لعضوية اليوان التشريعي أربع مرات متتالية، ترشح لاي لمنصب عمدة تاينان في عام 2010. فاز لاي بسهولة، وسيشغل منصب العمدة لمدة سبع سنوات، وفاز بإعادة انتخابه في عام 2014. في سبتمبر 2017، أعلن الرئيس تساي إنغ ون أن لاي سيحل محل رئيس الوزراء المنتهية ولايته لين تشوان. شغل منصب نائب رئيس تايوان منذ عام 2020. شغل منصب مشرع في اليوان التشريعي من عام 1999 إلى عام 2010، وعمدة تاينان من عام 2010 إلى عام 2017، قبل توليه منصب رئيس وزراء تايوان.
في 24 نوفمبر 2018، أعلن عن نيته الاستقالة من رئاسة الوزراء بعد أن تعرض الحزب الديمقراطي التقدمي لهزيمة كبيرة في الانتخابات المحلية، وترك منصبه في 14 يناير 2019 بعد أداء خليفته سو تسينغ تشانغ اليمين الدستورية. شن لاي تحديًا ضد تساي في الانتخابات التمهيدية الرئاسية للحزب الديمقراطي التقدمي لعام 2019 وبعد الهزيمة، شغل منصب نائب الرئيس لتساي في الانتخابات الرئاسية التايوانية لعام 2020 والتي انتصر فيها الترادف. في أبريل 2023، تم ترشيح لاي من قبل الحزب الديمقراطي التقدمي كمرشح رئاسي للانتخابات الرئاسية لعام 2024 وتم انتخابه بنسبة 40.05٪ من الأصوات.
يصف لاي نفسه بأنه «عامل براغماتي من أجل استقلال تايوان»، ويفضل الحفاظ على الوضع الراهن فيما يتعلق بالوضع السياسي لتايوان، بحجة أنها مستقلة بالفعل، فضلاً عن تعزيز العلاقات مع الولايات المتحدة والديمقراطيات الليبرالية الأخرى.

## النشأة والمهنية
ولد لاي لعائلة تعمل في تعدين الفحم في وانلي، وهي بلدة ساحلية ريفية في شمال مقاطعة تايبيه (الآن مدينة تايبيه الجديدة) في 6 أكتوبر 1959. توفي والد لاي في 8 يناير 1960 بسبب التسمم بأول أكسيد الكربون أثناء عمله في مناجم الفحم في وانلي. قامت والدته بتربيته وإخوته الخمسة كوالد وحيد.
خضع لاي التعليم في مدينة تايبيه ودرس في كل من جامعة تشنغ كونغ الوطنية في تاينان وجامعة تايوان الوطنية في تايبيه، حيث تخصص في إعادة التأهيل. ثم درس لاي في كلية هارفارد للصحة العامة للحصول على درجة الماجستير في الصحة العامة، تلاه تدريب في مستشفى جامعة تشينغ كونغ الوطنية. أصبح خبيرًا في تلف النخاع الشوكي وعمل مستشارًا وطنيًّا لمثل هذه الإصابات.

## حياته الشخصية
تزوج لاي من وو مي جو في عام 1986. عملت وو في شركة تايباور، وكانت مقيمة في تاينان حتى تم انتخاب لاي عمدة للمدينة، وانتقلت إلى كاوشيونغ. قام الزوجان برعاية وتربية ولدين.